# Tillandsia oaxacana
Espèce
Classification phylogénétique
Tillandsia oaxacana L.B.Sm. est une plante de la famille des Bromeliaceae.
L’épithète oaxacana signifie « originaire d’Oaxaca », l’un des états du sud du Mexique.

## Protologue et Type nomenclatural
Tillandsia oaxacana L.B.Sm., in Contr. U.S. Natl. Herb. 29: 279, fig. 4 (1949)
Diagnose originale :
« Acaulis; foliis densissime adpresseque lepidotis, vaginis atro-castaneis, laminis acuminatis; scapo decurvato; scapi bracteis imbricatis; inflorescentia simplicissima, polystiche florigera; bracteis imbricatis, sepala superantibus, tenuibus, sepalis liberis, ellipticis, lepidotis; petalis violaceis; staminibus exsertis. »
Type :
- leg. T. Macdougall, s.n., 1947-12-21 ; « Mexico. Oaxaca (from Lachatao) » ; Holotypus US National Herbarium (US 00091066)

## Synonymie
(aucune)

## Écologie et habitat
- Typologie : plante en rosette acaule monocarpique vivace par ses rejets latéraux ; épiphyte[2].
- Habitat : sur conifères et Quercus[2],[3].
- Altitude : 200 m environ[2],[3].

## Distribution
- Amérique centrale :
  -  Mexique[3]
    - Oaxaca[1],[2]